# Alto Araguaia (kommun)
Alto Araguaia är en kommun i Brasilien.   Den ligger i delstaten Mato Grosso, i den centrala delen av landet, 600 km väster om huvudstaden Brasília. Antalet invånare är 15 670.
Följande samhällen finns i Alto Araguaia:
- Alto Araguaia

Omgivningarna runt Alto Araguaia är huvudsakligen savann. Runt Alto Araguaia är det mycket glesbefolkat, med 2 invånare per kvadratkilometer.